# Axiale compressor

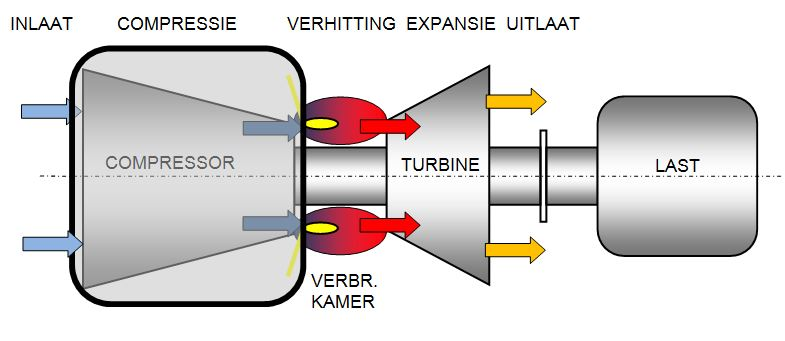
De compressor, deel van een gasturbine

Een axiale compressor is een type compressor waarbij het gas in de lengterichting (axiaal) van de as gecomprimeerd wordt. De stroomrichting van het gas is langs de as en wordt niet van richting veranderd, waardoor er een hoge efficiëntie bereikt wordt.

Animatie van een axiale compressor (draaiend: rotorschoepen, stilstaand: statorschoepen)

Een axiale compressor produceert continu een stroom van gecomprimeerd gas, en heeft het voordeel van een hoge efficiëntie en een grote capaciteit. Ze hebben meerdere compressortrappen (rijen rotor- en statorschoepen) nodig om grote drukverhogingen te behalen, waardoor ze complex en duur worden in vergelijking met andere typen compressoren (bijvoorbeeld een centrifugaalcompressor).
Axiale compressoren worden veel gebruikt in gasturbines, zoals vliegtuigmotoren, scheepsgasturbines en gasturbines voor elektriciteitscentrales. Verder als onderwindventilator voor een stoomketel en in andere toepassingen waar grote hoeveelheden perslucht geleverd moeten worden.  

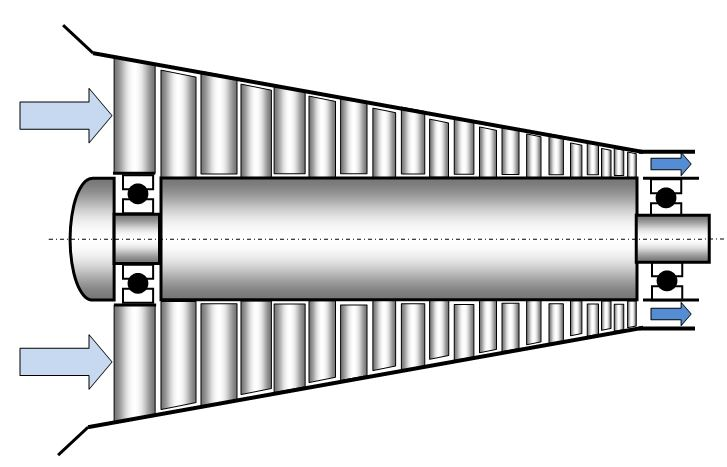
Compressor met axiale stroming; axiale compressor

## Inleiding
Bij een gasturbine wordt mechanische arbeid verkregen doordat lucht een (open) kringproces doorloopt. Als men een machine wil bouwen met een aanzienlijk vermogen, tussen 10 MW en 100 MW, dan moet er zeer veel lucht aan het kringproces deelnemen (30 tot 300 kg/s). Voor het comprimeren van zo'n grote hoeveelheid lucht komen twee soorten compressoren in aanmerking: de axiale compressor en de centrifugaalcompressor. Van deze twee wordt voor gasturbines de axiale compressor het meeste gebruikt.
Beide typen behoren tot de dynamische compressoren, hetgeen wil zeggen dat ze hun werking ontlenen aan de omzetting van snelheid in druk.

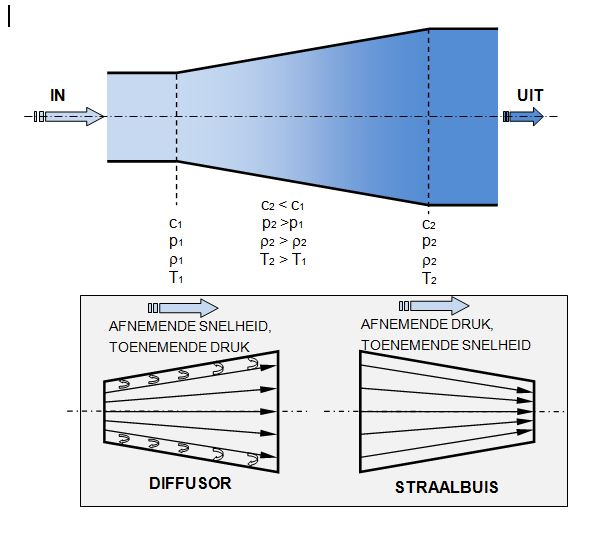
Diffusor en straalbuis

## Diffusieproces
Het omzetten van snelheid in druk gebeurt in een diffusor, dat is een divergerend (= uitlopend) kanaal. Het principe van de diffusor berust op de (hier vereenvoudigde) Wet van Bernoulli, die stelt dat:
{\displaystyle p_{1}+{\frac {1}{2}}\cdot \rho _{1}\cdot c_{1}^{2}=p_{2}+{\frac {1}{2}}\cdot \rho _{2}\cdot c_{2}^{2}}
Hierin is: 
p = absolute druk       [Pa]
ρ = dichtheid medium   	[kg/m³]
c = absolute snelheid   [m/s]
Eenvoudig gezegd komt deze wet erop neer dat de som van statische druk en snelheidsenergie aan beide kanten van de diffusor gelijk is.
In een diffusor neemt door de vergroting van de dwarsdoorsnede in de stroomrichting de absolute snelheid van het medium af. Er gaat dus kinetische energie verloren. Veronderstelt men even de dichtheid constant, dan moet volgens de wet van Bernoulli de druk (potentiële energie) toenemen, dus p2 > p1.
Een diffusor kan men vergelijken met een omgekeerde straalbuis, maar het proces blijkt bij nader onderzoek toch belangrijke verschillen te vertonen met dat van de straalbuis. Het belangrijkste verschil is de neiging van het stromende medium om als het ware "los te laten" van de diffusorwanden, waarbij wervelingen ontstaan die het rendement van het proces verminderen. Men moet daarbij bedenken dat het drukverschil p2-P1 bij een diffusor de neiging heeft om de stroming tegen te gaan, terwijl dit drukverschil bij een straalbuis juist de stroming bevordert. 

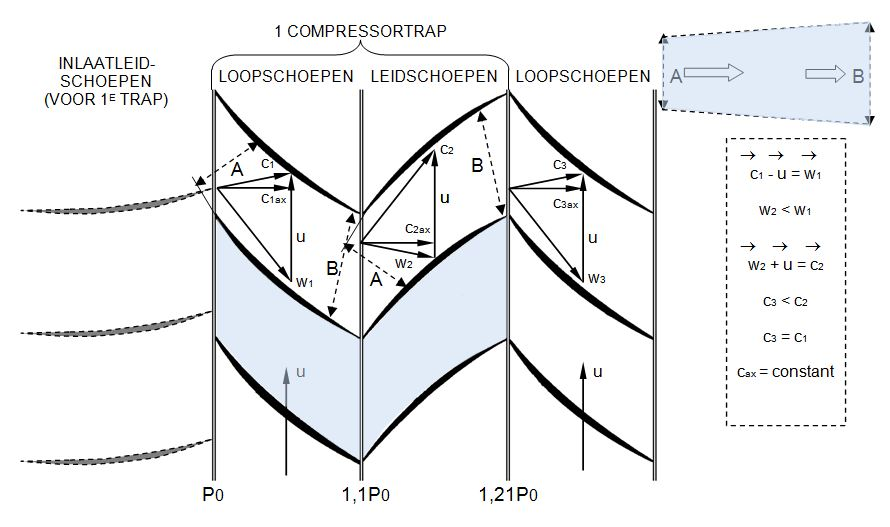
Compressortrap axiale compressor

## Compressortrap
De axiale compressor bestaat uit een roterend gedeelte, de  rotor, en een stilstaand gedeelte, het compressorhuis of de stator. Zowel de rotor als de stator dragen schoepen die een profiel hebben zoals een vliegtuigvleugel, maar wel dunner en scherper. Een typische gasturbine kan een compressor hebben met 17 trappen, dat wil zeggen 17 rijen loopschoepen die met de rotor meedraaien en 17 bijbehorende rijen leid- of statorschoepen die in het huis gemonteerd zijn. Aldus heeft men 17 compressortrappen in serie, want een rij loopschoepen en een rij leidschoepen vormen samen een compressortrap.
De lucht stroomt de compressor binnen via verstelbare inlaatleidschoepen, die de lucht geleiden zodat die onder de juiste aanstroomhoek naar de eerste rij loopschoepen stroomt. 
Een compressortrap bevat een rij loopschoepen en een rij leidschoepen, die vrijwel gelijk van vorm en afmetingen zijn. Ze hebben ook een gelijke functie in het compressieproces. De figuur toont een aanzicht in radiale zin, dus kijkend tussen de schoepen in. De kanalen die gevormd worden door de ruimten tussen de schoepen, zijn in de stromingsrichting gezien divergerend. Dat wil zeggen dat de oppervlakte van een dwarsdoorsnede van zo'n kanaal toeneemt in de richting van de stroming. Dit geldt zowel voor de loopschoepenrij als voor de leidschoepen. Zoals boven al vermeld werkt een divergerend kanaal als diffusor. De kinetische energie van de lucht wordt omgezet in drukenergie. Tevens stijgt de luchttemperatuur in dit compressieproces (er is geen koeling). Het diffusieproces vindt zowel in de loopschoepenrij als in de leidschoepenrij plaats. Zo wordt de lucht terwijl zij door de compressor stroomt in elke schoepenrij in druk verhoogd, typisch 20% per compressortrap (drukverhouding per trap 1,2). 

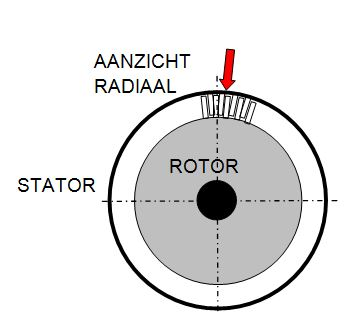
Radiaal aanzicht op compressorschoepen; zo ziet men de diffusoren

De lucht stroomt de ruimte tussen de loopschoepen binnen met een absolute snelheid C1. De loopschoepen draaien met een omtreksnelheid U rond, zodat met behulp van een snelheidsdriehoek de relatieve intredesnelheid W1 gevonden wordt. Duidelijk is te zien dat de lucht onder de juiste hoek de loopschoepen treft. De lucht wordt nu tussen de snel draaiende loopschoepen meegevoerd en krijgt zo de omtreksnelheid U. Tijdens de stroming door de ruimte tussen de loopschoepen neemt de relatieve snelheid af tot W2. De snelheidsvermindering van W1 naar W2 levert de luchtdrukverhoging in de rotor (gewoonlijk 50%).
Daar de schoepen licht gebogen zijn, verandert ook de richting van de luchtstroom. Met behulp van een snelheidsdriehoek is uit U en W2 de absolute uittredesnelheid C2 te bepalen. Duidelijk is nu te zien dat de lucht onder de juiste hoek de leidschoepen treft. In de ruimte tussen de leidschoepen neemt de absolute snelheid C2 af tot C3, waarbij tevens de richting van de luchtstroom veranderd wordt tot weer dezelfde richting als C1 bereikt wordt.  De snelheidsvermindering van C2 naar C3 levert de luchtdrukverhoging in de stator (gewoonlijk 50%).
Nu kan in de naastliggende rij loopschoepen het hierboven beschreven proces zich herhalen. In de snelheidsdriehoeken van de figuur ziet men dat de axiale component van de absolute snelheid door de gehele compressor constant blijft. Men kan zich daarmee voorstellen dat de lucht met een constante snelheid Cax in axiale richting door de compressor stroomt. De grootte van de schoepen, en daarmee de doortocht van de lucht, wordt per trap aangepast aan het kleiner wordende volume, zodat de snelheden van de luchtstroom in elke trap gelijk zijn. Zo krijgt de compressor zijn karakteristiek tapse vorm.
Een compressor met 17 trappen en een drukverhouding per trap van 1,20 levert een totale drukverhouding van 1,2^17 = 22.

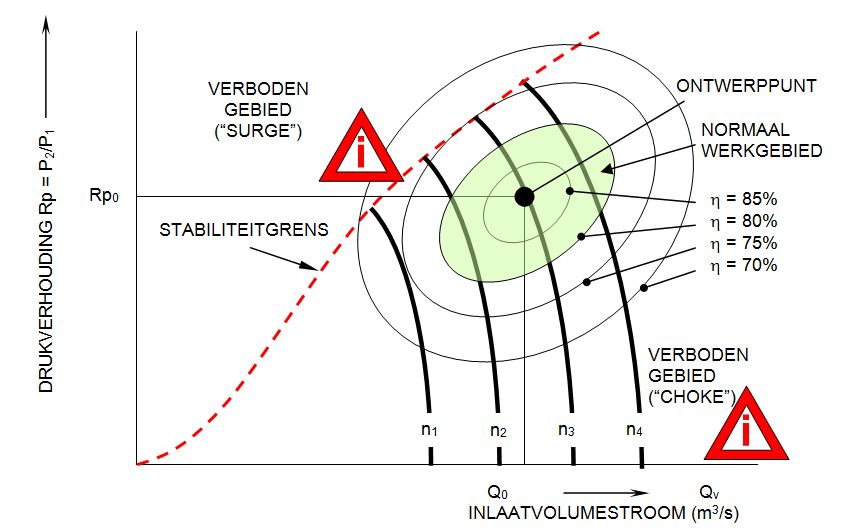
Compressorkarakteristieken bij variabel toerental

## Compressorkarakteristieken
De meest gebruikte compressorkarakteristiek is de curve voor de drukverhouding als functie van de inlaatvolumestroom.  
De figuur  toont vier curves, die gelden voor vier verschillende toerentallen n1 t/m n4. Duidelijk blijkt uit deze curves dat bij toenemend toerental de karakteristiek hoger komt te liggen. Vergelijkt men voor een bepaalde compressor de werking bij verschillende toerentallen, dan blijkt dat globaal de zg. "ventilatorwetten" gevolgd worden. Deze luiden:
1. De inlaatvolumestroom is evenredig met het toerental: 	 Qv ~ n
2. De drukverhouding is evenredig met het toerental in het kwadraat:	 Rptot ~ n²
3. Het opgenomen vermogen is evenredig met het toerental tot de derde macht: 	Pc ~ n³

Deze wetten kunnen gebruikt worden als men vanaf een bepaald bedrijfspunt globaal wil voorspellen wat de compressor zal gaan doen op een toerental dat 10% hoger of lager ligt dan dat op dat bedrijfspunt. Voor grotere veranderingen zijn deze wetten te globaal.

## Verboden werkgebieden

### Stall en Surge
Alle compressorkarakteristieken eindigen bij de stippellijn in de karakteristiek. Dit is de stabiliteitsgrens en de compressor kan niet werken in het gebied links van deze stippellijn. Zou door een stagnatie in de persleiding de uitstroming van de lucht gehinderd worden, dan stijgt de drukverhouding en neemt de volumestroom af, tot de stabiliteitsgrens bereikt wordt. Op dat punt stopt de stroming en stopt ook de drukopbouw in de compressor (er is immers geen snelheid meer). Men noemt dit wel "stall", het stagneren van de stroming. De lucht zal onmiddellijk met kracht terugstromen in de compressor, waardoor de persdruk daalt en de compressor terugkomt in zijn normale werkgebied. De luchtstroom zal in de juiste richting hersteld worden, waarna de terugstroming herhaald wordt. Het hier beschreven verschijnsel van heen en weer stromende lucht wordt "pompen", "pulseren" of "surgen" van de compressor genoemd. Het kan met zulke grote krachten gepaard gaan dat het inwendige van de compressor vernield wordt (schoepen kunnen afbreken, druklagers worden overbelast, heftige machinetrillingen etc.).

### Choke
Er is in de compressorkarakteristiek nòg een gebied te vinden waar de compressor niet mag werken, namelijk op die plaats waar de maximum flow bij de minimum drukverhouding optreedt. De lucht wordt dan niet gecomprimeerd, waardoor de volumestroom in de hogere trappen, waar de schoepen klein zijn, te groot wordt. Er treden dan zodanig hoge luchtsnelheden op (in de buurt van de geluidssnelheid), dat door schokgolven in de luchtstroom de compressor deze grote luchtstroom niet meer aankan. De doortocht zal belemmerd worden, hetgeen meestal “choke” of "stonewall" genoemd wordt ("verstoppen" van de compressor).

## Compressor-regelsysteem
Om de beide verboden gebieden (surge en choke) te vermijden moet het systeem waaraan de compressor zijn lucht levert (de verbrandingskamer plus de turbine) zodanig zijn ontworpen dat de compressor altijd in zijn stabiele gebied werkt. 
Hier zijn automatische regelsystemen voor nodig, die gebaseerd zijn op het toerental van de rotor. Bij laag toerental levert de compressor een volumestroom lucht, evenredig met het toerental (1e ventilatorwet). De drukverhouding van de compressor is echter erg laag, die verloopt kwadratisch met het toerental (2e ventilatorwet). Dit heeft tot gevolg dat het volume van de lucht aan de perszijde te groot kan worden voor de nauwe doortocht ter plaatse. Tegelijk doet zich aan de zuigzijde het probleem voor dat de luchtsnelheden te laag zijn voor een voldoende drukopbouw. Samenvattend: bij laag toerental heeft men te veel flow aan de perskant en te weinig flow aan de zuigkant. De volgende methoden zijn in gebruik, die er alle voor zorgen dat er bij een laag toerental voldoende snelheid in de lagedruktrappen blijft, terwijl er toch minder lucht de compressorpers bereikt:
1. Afblazen van een deel van de lucht halverwege de compressor via afblaaskleppen (" bleed valves").
2. Vernauwen van de inlaatleidschoepen zodat er minder lucht aangezogen wordt, maar de luchtsnelheid voldoende blijft
3. Vernauwen van de statorschoepen van de lage compressortrappen (zelfde effect als 2)
4. Een combinatie van de drie genoemde methoden

De vele verstelbare kleppen en schoepen en het bijbehorende automatische regelsysteem maken de axiale compressor tot een complex deel van de gasturbine.

## Nadere beschouwing van het compressieproces

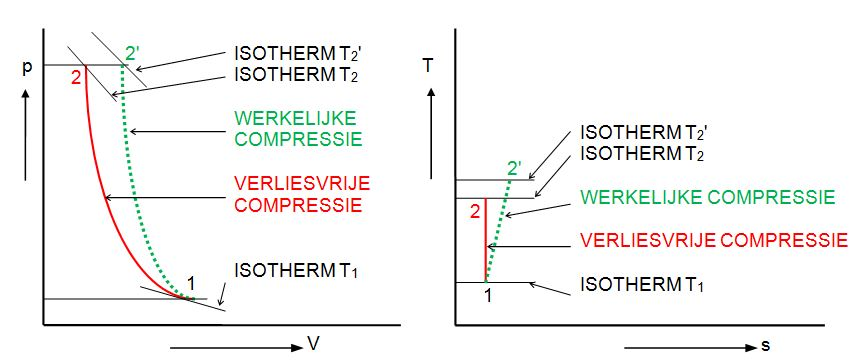
p-V en T-s diagram van het compressieproces

Het comprimeren van de lucht gaat snel. Men kan stellen dat elke kilogram lucht die door de compressor wordt aangezogen in enkele tienden van seconden wordt samengeperst tot de compressorpersdruk. Door deze hoge snelheid van comprimeren kan de lucht vrijwel geen warmte aan de omgeving afstaan. Men noemt zo'n compressie waarbij geen warmte uit de omgeving aan het medium wordt toe- of afgevoerd een adiabatische compressie. In een druk-volume (p-V) en in een temperatuur-entropie (T-s) diagram kan deze compressie worden weergegeven door de lijn van 1 naar 2, een adiabaat. Als het comprimeren verliesvrij gebeurt, wordt het proces isentroop genoemd (constante entropie). In de praktijk werkt een compressor niet zonder verliezen. 
Tijdens het comprimeren stijgt uiteraard de druk van de lucht, maar ook de temperatuur loopt op. In het p-V diagram is dit weer te geven door het tekenen van lijnen voor constante temperatuur, isothermen. In de figuur is dat gedaan voor de compressorzuigtemperatuur T1, en voor de compressorperstemperatuur T2.

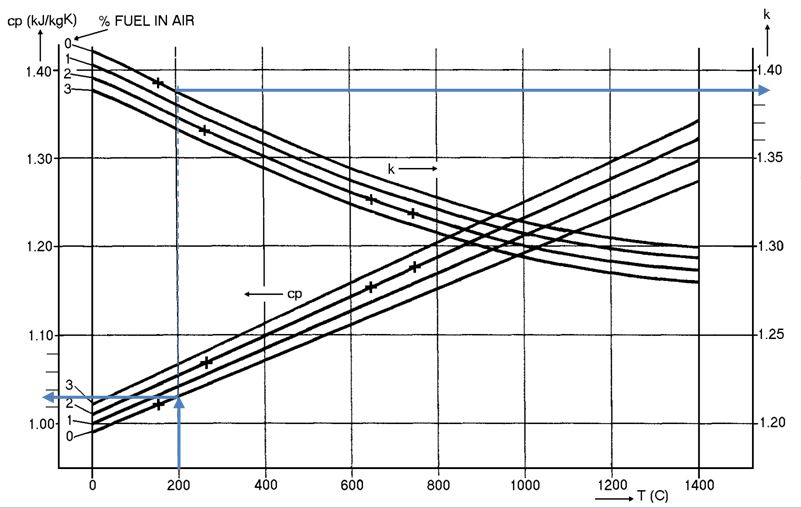
Diagram voor Cp en k voor lucht met verbrandingsgassen

Voor het comprimeren van elke kg lucht is arbeid nodig, die bij een gasturbine geleverd wordt door de turbine die de compressor aandrijft. De theoretisch benodigde hoeveelheid arbeid in kJ/kg wordt gegeven door de formule:
{\displaystyle W{c}=Cp_{c}*\left(T_{2}-T_{1}\right)}
Hierin is:
Cpc = specifieke warmtecapaciteit bij constante druk van lucht voor de gemiddelde temperatuur tussen T1 en T2)	[kJ/K/kg] De Cp-waarde komt uit handboeken voor gassen of uit een grafiek zoals de bijgaande. Daar is te zien dat de Cp-waarde voor lucht zonder verbrandingsgassen, met een gemiddelde temperatuur van 200°C, bedraagt 1,03 J/K/kg. 
T2  = compressorperstemperatuur na verliesvrij adiabatische compressie [K of °C]
T1  = compressorzuigtemperatuur	[K of °C]
In werkelijkheid moet er nog meer arbeid per kg lucht aan de compressor worden toegevoerd, omdat de compressor bepaalde verliezen heeft. Dit wordt uitgedrukt in het compressorrendement ηc, dat gewoonlijk rond de 0,85 of 85% ligt.
De werkelijke compressie vindt plaats langs een lijn, die in het p-V diagram en in het T-s rechts van de verliesvrije adiabaat ligt, de stippellijn in de figuur. Voor dezelfde drukverhouding wordt de perstemperatuur na de werkelijke compressie T2' hoger dan die volgens de verliesvrije adiabatische compressie.
De werkelijke compressorarbeid wordt per kg lucht:
{\displaystyle W{c'}=Cp_{c}*\left(T_{2'}-T_{1}\right)}
Hierin is:
Cpc = specifieke warmtecapaciteit bij constante druk van lucht voor de gemiddelde temperatuur tussen T1 en T2'  [kJ/K/kg]
T2'  = gemeten compressorperstemperatuur na werkelijke compressie [K of °C]
T1  = compressorzuigtemperatuur	[K of °C]								 [kJ/kg]

## Compressorrendement
Het rendement van de compressor kan niet eenvoudig worden afgelezen op een meter. Het wordt berekend als de verhouding tussen de temperatuurstijging bij verliesvrije adiabatische compressie (T2 - T1) en de werkelijk optredende temperatuurstijging (T2' - T1). Tevens geeft dit de verhouding tussen de theoretisch benodigde compressorarbeid Wc en de werkelijk benodigde compressorarbeid Wc'.
{\displaystyle \eta _{c}={\frac {T_{2}-T_{1}}{T_{2'}-T_{1}}}*100\ [\%]}. Hieruit volgt: {\displaystyle \eta _{c}={\frac {W_{c}}{W_{c'}}}*100\ [\%]}
Voor de berekening van het rendement hebben we de theoretische compressorperstemperatuur T2 nodig. Die moet berekend worden met behulp van de gaswetten die gelden voor compressie. Voor een adiabatische compressie geldt:
{\displaystyle p*V^{k}=constant}, anders geschreven: {\displaystyle p_{1}*V_{1}^{k}\ =\ p_{2}*V_{2}^{k}}(Wet van Poisson)
en:    
{\displaystyle {\frac {p*V}{T}}=constant}, anders geschreven:{\displaystyle {\frac {p_{1}*V_{1}}{T_{1}}}\ =\ {\frac {p_{2}*V_{2}}{T_{2}}}}(algemene gaswet)
Hierin is:
k of kappa of gamma = adiabatische exponent, [dimensieloos]. Deze is afhankelijk van het soort gas dat gecomprimeerd wordt, en van de gemiddelde druk in het compressieproces. De k-waarde is te vinden in handboeken voor gassen en uit een diagram te lezen. Voorbeeld: in bijgaand diagram is af te lezen dat voor lucht zonder verbrandingsproducten, gecomprimeerd van 15°C tot 385°C (gemiddelde temperatuur 200°C) de k-waarde bedraagt 1,39, nabij de theoretische 7/5 = 1,4.
p1 = absolute zuigdruk van de compressor [Pa]
p2 = absolute persdruk van de compressor [Pa]
V1 = aangezogen volume van de lucht  [m³/s]
V2 = persvolume van de lucht na compressie  [m³/s]
T1 = compressorzuigtemperatuur [K] (hier moet de absolute temperatuur worden gebruikt, vanwege de verhouding in de formule.
T2 = compressorperstemperatuur na verliesvrije adiabatische compressie [K]
Een combinatie van de twee genoemde wetten levert de formule op waaruit T2 berekend kan worden:
{\displaystyle {\frac {T_{2}}{T_{1}}}=\left({\frac {p_{2}}{p_{1}}}\right)^{\frac {k-1}{k}}}, anders geschreven: {\displaystyle T_{2}=T_{1}*\left({\frac {p_{2}}{p_{1}}}\right)^{\frac {k-1}{k}}\ [K]}
Samengevat: Men kan het compressorrendement in de praktijk als volgt bepalen:
1. Bepaal de k-waarde voor de gemiddelde compressietemperatuur;
2. Bereken T2 (de theoretische eindcompressietemperatuur);
3. Bereken het rendement ηc.

Axiale compressor
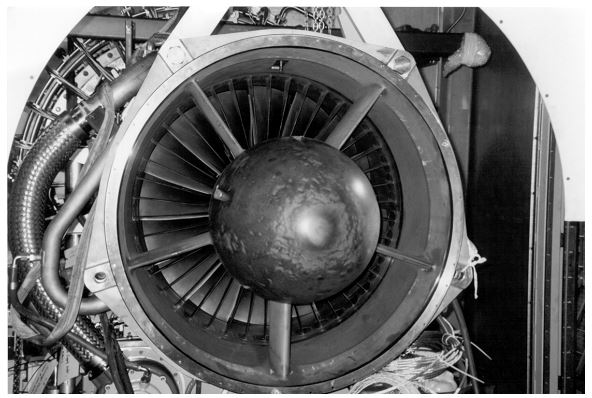
Inlaat van axiale compressor
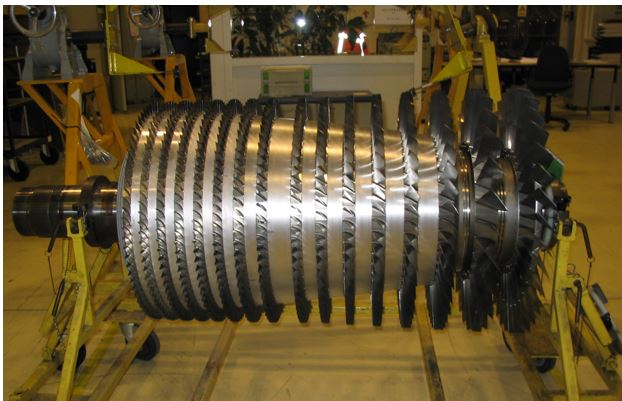
Rotor van axiale compressor
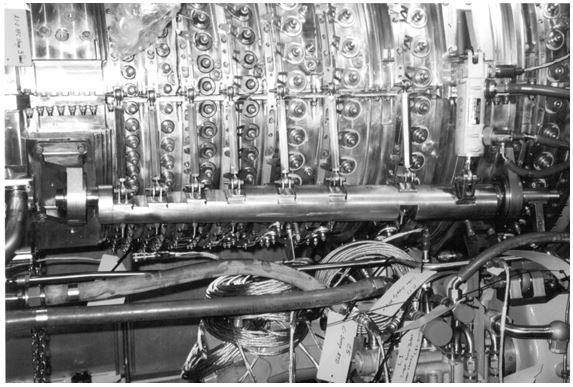
Huis van axiale compressor met verstelbare statorschoepen
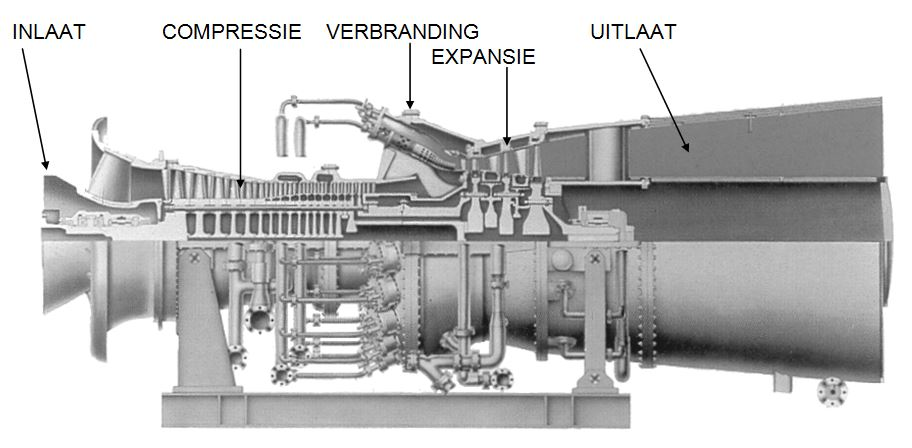
Industriële gasturbine met axiale compressor
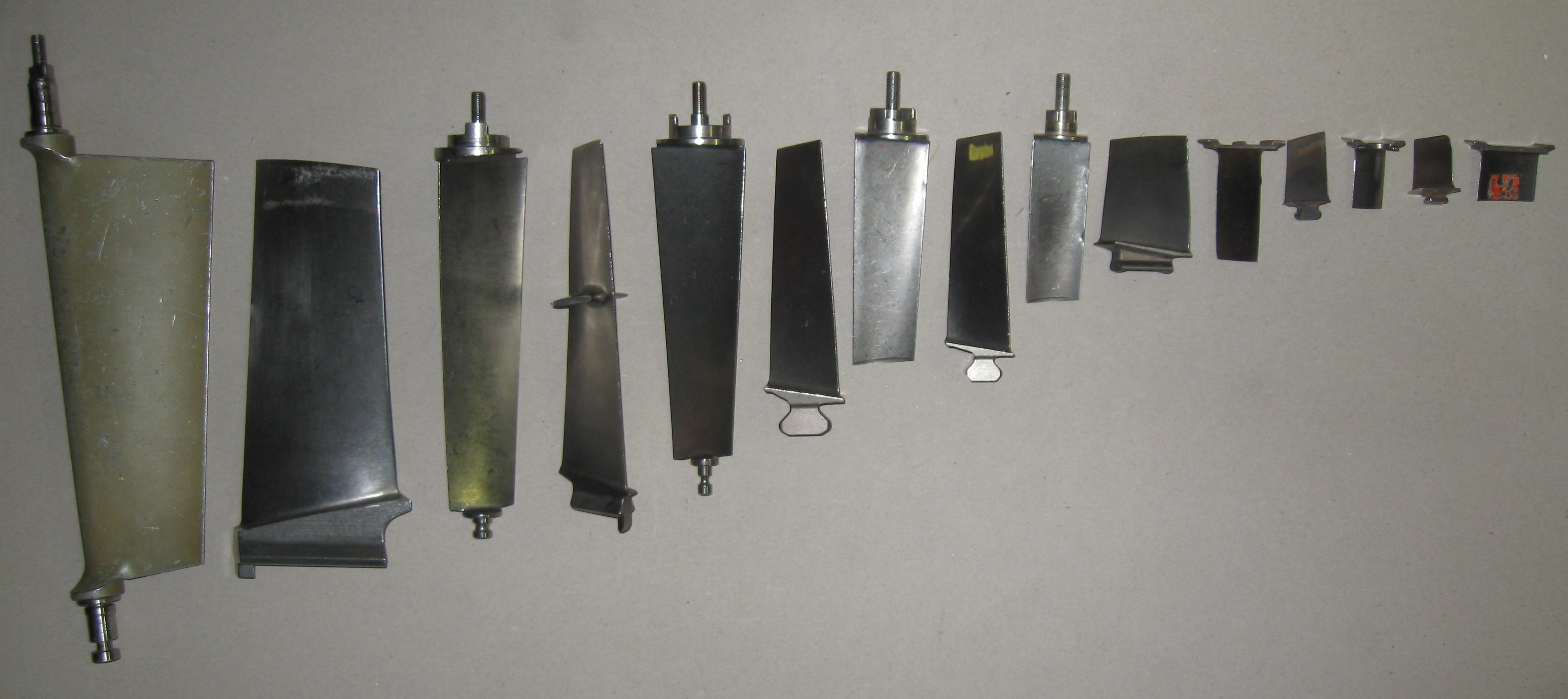
Rotor- en statorschoepen van een axiale compressor